# Jean-Michel Asselin
Pour les articles homonymes, voir Asselin.
Jean-Michel Asselin, né le 8 mars 1952 à Chagny (Saône-et-Loire), est un écrivain, journaliste et passionné d'alpinisme et d'Himalaya, auteur de nombreux récits de montagne.
Ses sujets de prédilection sont la montagne, l'amour des femmes, la cuisine et les voyages comme sa bibliographie en atteste.

## Biographie
D'abord journaliste dans la revue écologiste et non-violente : Combat non violent (1971-1977), une revue spécialisée réalisée à Oyé par l’équipe du centre des Circauds (espace de rencontre et de formation à la non-violence pour une nébuleuse antinucléaire, écologiste) puis La Gueule ouverte (1972-1980), un des principaux organes de presse de la mouvance écologiste à coloration libertaire, qui rejoindra Combat non violent en 1977.
Il découvre en 1980 la presse spécialisée montagne : sa collaboration avec Alpinisme et randonnée dure jusqu'en 1985.
Il prend la tête de la rédaction de Montagnes magazine en 1986 puis devient rédacteur en chef de la revue Vertical en 1989 lorsque le groupe Glénat rachète le titre à la suite de la disparition de Bruno Cormier, fondateur du magazine en 1985. En 1996, au sein de Glénat presse, il participe à la création de la revue d'escalade Roc'n Wall de Patrick Edlinger et avec le rachat du magazine Alpinisme et randonnée par le groupe en 2002, il passe la main à Claude Gardien pour la rédaction en chef de Vertical et prend la tête du pôle montagne de Glénat Presse à Grenoble en tant que directeur des rédactions.
Outre son talent d'écrivain, Jean Michel est également conteur : il anime plusieurs événements parmi lesquels le cinquantenaire de la première ascension de l'Annapurna à Chamonix le 3 juin 2000, les Nuits des Drus (hôtel du Montenvers, Mer de Glace) de 2002 et 2003 et le festival de films de montagne d'Autrans.
Féru d'expéditions de haute montagne, principalement au Népal et au Tibet, il totalise près d'une vingtaine d'ascensions, dont la première française du Gurla Mandata (Tibet), Cho Oyu, Shishapangma, Pumori, Island Peak, Lahkpa Ri dans le Langtang, etc.
Il a répété de nombreuses classiques (prédilection pour les faces nord) et, avec la complicité de Patrick Gabarrou, il a ouvert quelques voies mixtes et glaciaires dont le mont Maudit, le mont Blanc, aiguille de Rochefort, aiguille de Triolet, etc.
Il prend la tête de l'expédition française à l'Amnye Machen (Tibet) en 2001. Il organise ensuite avec différents partenaires une expédition à l'Everest par la voie népalaise pour célébrer le cinquantenaire de la première ascension de cette montagne qui lui est chère. Patrick Berhault et Éric Loizeau notamment atteindront le sommet au sein de cette expédition. Avec l'arrivée d'internet et la démocratisation des téléphones satellite, ces expéditions lointaines sont en mesure d'être médiatisées et il donne le récit au quotidien sur le site de Glénat presse de nombreuses expéditions de haute montagne entre 1998 et 2005 : celles du Groupe militaire de haute montagne, de Christian Trommsdorff et Patrick Wagnon, entre autres.
Les plus célèbres sont sans doute celles de Patrick Berhault dans sa traversée des Alpes avec Patrick Edlinger et Philippe Magnin en 2000 et 2001 et la tragique expédition au fil des sommets alpins de plus de 4 000 m à la fin de laquelle son ami Patrick Berhault perdit la vie en 2004.
En 2005, les Éditions Glénat se séparent de leur branche presse et Jean-Michel devient directeur de collection aux éditions, entité pour laquelle il avait déjà signé ou co-realisé plusieurs ouvrages, notamment ceux de Maurice Herzog.
Il est ensuite rédacteur indépendant. Il anime l'émission hebdomadaire Passion Montagne sur France Bleu Isère et Pays de Savoie.
Il est invité à plusieurs reprises d'émissions sur France Inter : « Le téléphone sonne », « Le temps d'un bivouac » et « La tête au carré », « Affaires sensibles », pour ses connaissances sur la montagne.
Il a écrit plusieurs romans et des biographies d'hommes de montagne : L'irrésistible ascension de Sonam Sherpa, Patrick Berhault, Patrick Edlinger, Patrick Escoffier. Il y raconte souvent ses tentatives de l'Everest... cinq au total et comment il est parvenu à plusieurs reprises à quelques mètres du sommet. En 2003, il conduit l'expédition Everest 50.
Jean-Michel Asselin a gravi des sommets de plusieurs continents. Il en a ramené une série de chroniques qu'il qualifie lui-même de poétiques.
En 2015, Il est nommé ambassadeur du tourisme pour le Népal.